# Gies Dienstleistungen
Die Gies Dienstleistungen GmbH ist ein deutsches Gebäudedienstleistungsunternehmen. Sie hat 18 Niederlassungen, 7 Tochterunternehmen, 9 Servicegesellschaften und ca. 5.750 Mitarbeiter. Im Geschäftsjahr 2024 erwirtschaftete das Unternehmen einen Umsatz von 149 Mio. Euro. Das Familienunternehmen hat seinen Firmensitz im hessischen Stadtallendorf, Deutschland.

## Geschichte
Das Unternehmen wurde 1970 von Katharina und Oskar Gies gegründet. Nach eigenen Angaben begannen die Gründer selbständig mit der Reinigung in Industrieunternehmen. Durch den Gewinn eines Auftrags in den Werken von Ferrero Deutschland begann der Aufbau des Unternehmens. Das Unternehmen ist Mitglied im Bundesinnungsverband des Gebäudereiniger-Handwerks.
Geschäftsführende Gesellschafter sind Adrian Gies (verantwortlich für den Bereich Gebäudedienste), Helmut Gies (verantwortlich für die GIES Beteiligungs GmH) und Götz Gies (verantwortlich für die kaufmännischen Bereiche) sowie David Gies und Marco Gies.

## Unternehmensstruktur und Geschäftsbereiche
Das Unternehmen unterhält die Tochterunternehmen Gies Catering GmbH, Cleantec GmbH (Thüringen) und Cleantec GmbH (Sachsen-Anhalt). Weiterhin bestehen 9 Servicegesellschaften mit größtenteils Kliniken im 51/49 %-Modell.
Das Unternehmen ist hauptsächlich in den Geschäftsbereichen Gebäudereinigung, Catering, Personaldienste, Logistik und Umzugsdienste, Patiententransporte, Zeitarbeit sowie Infrastrukturelles Facilitymanagement für Wirtschaft/Industrie, Kliniken, Senioreneinrichtungen, Bildungseinrichtungen und Öffentliche Verwaltung tätig.